# جامع سراب
جامع سراب هو مسجد يقع بإيران، يعود تاريخه إلى القرن الرابع عشر الميلادي ويتألف من رواق وفناء صغير في الجزء الغربي بالإضافة إلى بوابتين. رواق هذا المسجد يتألف من مجموعة من 60 قبة مستندة على أعمدة وأقواس كما يوجد أيضاً في المسجد منبر خشبي من سبع سلالم، ويبلغ ارتفاع المنبر أكثر من مترين، ويتألف المسجد من ثلاثة محاريب كل واحد منها مصمم بشكل مختلف عن الآخر ومتميز بقطع نفيسة وبارزة. وبالرغم من تعرضه للعديد من الأضرار إلا أن هذا المحراب لا يزال يحتفظ بجماله وطابعه المميز.